# جون ديفرس (لاعب كرة قدم)
جون ديفرس (بالإنجليزية: John Divers)‏ هو لاعب كرة قدم بريطاني في مركزي مهاجم داخلي والهجوم، ولد في 8 مارس 1940 في كلايدبانك ‏ في المملكة المتحدة، وتوفي في 23 سبتمبر 2014. لعب مع نادي بارتيك ثيسل ونادي سلتيك.